# Mac Gréine
En la mitologia irlandesa, Mac Gréine dels Tuatha Dé Danann era fill de Cermait, fill dels Dagda. El nom de pila de Mac Gréine era Céthur. Mac Gréine vol dir "Fill del Sol" en irlandès. La seva dona era Ériu.

## Descripció
Ell i els seus germans Mac Cuill i Mac Cecht van matar en Lug per venjar-se del seu pare. Els tres germans esdevingueren conjuntament Gran Rei d'Irlanda, rotant la sobirania entre ells un any a la vegada, abastant vint-i-nou o trenta anys segons la font consultada. Van ser els últims reis dels Tuatha Dé Danann abans de l'arribada dels Milesians. Mac Gréine i els seus germans van matar a Íth amb traïció, fet que va fer que el seu nebot Míl Espáine i els seus fills envaïssin Irlanda per venjar-se. Durant la batalla contra els milesians, Mac Gréine va ser assassinat per Amergin Glúingel.